# Вюстхойтероде
Вюстхойтероде (нем. Wüstheuterode) — община в Германии, в земле Тюрингия. 
Входит в состав района Айхсфельд. Подчиняется управлению Удер.  Население составляет 604 человека (на 31 декабря 2010 года). Занимает площадь 4,93 км².